# Thea von Harbou
Thea Gabriele von Harbou (n. 27 decembrie 1888, Tauperlitz⁠(d), Regatul Bavariei, Germania – d. 1 iulie 1954, Berlinul Occidental, Germania sub ocupație aliată)  a fost o scriitoare germană, actriță, scenaristă, romancieră și regizor de film.
Ea este cel mai cunoscută mai ales ca scenaristă a filmului science-fiction clasic Metropolis și povestea pe care se bazează. Harbou a colaborat ca scenaristă cu regizorul de film Fritz Lang, soțul ei, în perioada de tranziție de la filmele mute la cele cu sunet.
A fost căsătorită de trei ori: cu Rudolf Klein-Rogge (în perioada 1914–1920), Fritz Lang (în perioada 1922–1933) și cu indianul Ayi Tendulkar (c. 1933-??).

## Filmografie
Regizoare
- 1924 Elisabeth und der Narr
- 1934 Hanneles Himmelfahrt

Scenaristă
(În paranteză regizorul filmului):
- 1920 The Legend of Holy Simplicity - scenariu, (regizor: Joe May)
- 1920 The Wandering Image - scenariu, (Fritz Lang)
- 1921 The Women of Gnadenstein
- 1921 The Passion of Inge Krafft (1921)
- 1921 Das Indische Grabmal 1 (The Indian Tomb Part 1) - scenariu, poveste (May)
- 1921 Moartea obosită (Weary Death/ Destiny) - scenariu, regia Fritz Lang
- 1921 Four Around a Woman - scenariu (Lang)
- 1921 Das Indische Grabmal 2. Teil: Der Tiger Von Eschnapur (The Indian Tomb Part 2: The Tiger of Eschnapur) - scenariu, poveste (May)
- 1922 Phantom - scenariu (F. W. Murnau)
- 1922 Der Brennende Acker (Burning Soil) - scenariu (Murnau)
- 1922 Dr. Mabuse, Der Spieler 1. Teil: Der Große Spieler - Ein Bild Unserer Zeit (Dr. Mabuse, the Gambler Part 1: The Great Gambler - A Picture of our Time) - scenariu (Lang)
- 1922 Dr. Mabuse, Der Spieler 2. Teil: Inferno, Ein Spiel von Menschen Unserer Z (Dr. Mabuse, The Gambler Part 2: Inferno - A Play About People of our Time) - scenariu (Lang)
- 1923 Die Austreibung. Die Macht Der Zweiten Frau (Driven From Home) - scenariu (Murnau)
- 1924 Mikaël - scenariu Michael (1924) - (Carl Theodor Dreyer)
- 1924 Die Nibelungen 1. Teil: Siegfried's Tod (The Nibelungen Part 1: Siegfried's Death) - scenariu Die Nibelungen: Siegfried (Siegfried's Death) (1924) - (Lang)
- 1924 Die Nibelungen 2. Teil: Kriemhild's Rache (The Nibelungen Part 2: Kriemhild's Revenge) - scenariu Die Nibelungen: Kriemhilds Rache (Kriemhilde's Revenge) - (Lang)
- 1924 Die Finanzen Des Großherzogs (The Finances of the Grand Duke) The Grand Duke's Finances - (Murnau)
- 1927 Metropolis (1927) - scenariu, Idea  Metropolis - (Lang)
- 1928 Spione (The Spy) - scenariu, poveste originală  Spione (Spies) (1928) - (Lang)
- 1929 Frau Im Mond (Woman in the Moon) - scenariu, poveste originală  Frau im Mond (Woman in the Moon), pe baza romanului ei Die Frau im Mond (1929) - (Lang)
- 1931 M (1931) - scenariu (nemenționată), regia Fritz Lang
- 1962 The First Right of the Child - scenariu
- 1933 Testamentul doctorului Mabuse (The Testament of Dr. Mabuse) - scenariu, regia Fritz Lang
- 1935 Der Alte Und Der Junge König (The Old and the Young King) - Script
- 1935 I Was Jack Mortimer - scenariu
- 1936 Die Herrin von Campina (The Mistress of Campina) - scenariu
- 1936 Die Unmögliche Frau The Impossible Woman - scenariu (Meyer)
- 1936 Escapade
- 1936 A Woman of No Importance
- 1937 The Broken Jug - scenariu (Gustav Ucicky)
- 1937 Don't Promise Me Anything - scenariu
- 1938 Jugend - scenariu (Veit Harlan)
- 1938 Verwehte Spuren (Covered Tracks) (1938) - scenariu, bazat pe povestire, So Long at the Fair (Harlan)
- 1938 The Woman at the Crossroads (1938) - Script
- 1939 Hurra! Ich bin papa! (Hurrah! I'm a Father) (1939) - scenariu (Kurt Hoffmann)
- 1941 Annelie (1941) - scenariu
- 1941 Clarissa (1941)
- 1943 Die Gattin (The Wife) (1943) - Script
- 1945 Via Mala (1945) - scenariu  (Josef von Báky)
- 1950 Erzieherin Gesucht (Educator in Request) (1950) - scenariu
- 1950 A Day Will Come (1950)
- 1951 Dr. Holl, scenariu (1951) - (Rolf Hansen)
- 1953 Your Heart Is My Homeland (1953)
- 1953 Tiger of Eschnapur (1958) - poveste originală (Lang)
- 1958 The Indian Tomb (1958) - poveste originală  (Lang)
- 1958 Journey to the Lost City - poveste originală   (Lang)

## Cărți
- Wenn's Morgen wird, 1905
- Weimar: Ein Sommertagstraum, povestiri în versuri 1908
- Die nach uns kommen, Ein Dorfroman, roman, 1910
- Von Englen  und Teufelschen, zece povestiri, 1913
- Deutsche Frauen. Bilder stillen Hendentums, cinci povestiri, 1914
- Der Unsterbliche Acker, ein Kriegsroman, 1915
- Gold im Feuer, roman, 1915
- Der Krieg und die Frauen, opt povestiri, 1915
- Die Masken des Todes. Sieben Geschichten in einer, 1915
- Die Flucht der Beate Hoyermann, 1916
- Die Deutsche Frau im Weltkrieg, essays, 1916
- Aus Abend und Morgen ein neuer Tag, 1916
- Du junge Wacht am Rhein!, 1917
- Das indische Grabmal (The Indian Tomb), 1918
- Der belagerte Tempel, 1917
- Die Nach uns kommen, 1918
- Legenden,  cinci povestiri (including Heiligen Simplicia), 1919
- Sonderbare Heilige, Zehn Novellen, 1919
- Die Unheilige Dreifaltigkeit, 1920
- Das Haus ohne Tür und Fenster, 1920
- Gute Kameraden, 1920
- Gedichte, 1920
- Das Niebelungenbuch, 1924
- Mondscheinprinzeßchen, 1925
- Metropolis, 1926
- Der Insel Der Unsterblichen, 1926
- Mann Zwischen Frauen, 1927
- Frau im Mond, 1928
- Spione, 1929
- Du Bist Unmöglich, Jo!, roman, 1931
- Liebesbriefe aus St. Florin; nuvelă, 1935
- Adrian Drost und sein Land, 1937
- Aufblühender Lotos, 1941
- Der Dieb von Bagdad, 1949
- Gartenstraße 64, 1952

## Legături externe
- Thea von Harbou la Internet Movie Database
- Thea von Harbou la Internet Speculative Fiction Database
- Thea von Harbou Arhivat în 24 decembrie 2017, la Wayback Machine. at the Women Film Pioneers Project
- Thea von Harbou's biography